# دارالمیزان
دارالمیزان (فارس)، روستایی از توابع بخش اسیر شهرستان مهر در استان فارس ایران است.
بنام خدای داد و میزان
نکاتی دربارهٔ *دارالمیزان* و وجه تسمیهٔ ان:
از همسایگی واژه‌های دار به معنی دیار، خانه، چوب و واژهٔ میزان به معنی ترازو و وسیلهٔ سنجش تشکیل شده است.
اسب تحقیق را باید آرام آرام و با احتیاط از گردنهٔ پیچ در پیچ گذشته حرکت داد، تا شاید به چشمهٔ پاک و زلال حقیقت رسید. بله کنکاش در مورد وجه تسمیه بعضی از اماکن به دلیل منابع معدود به مثابه سوزن در کاهدان پیدا کردن است ۰
در صفحهٔ یازده کتاب نزهةالاخبار محمد جعفر خورموجی ۱۲۳۵–۱۳۰۱ه‍.ق ملقب به حقایق نگار که کتابی ارزشمند در تاریخ مربوط به قرن سیزدهم می‌باشد از کلمهٔ دادالمیزان استفاده کرده است. اما بعداً که آقای سید علی آل داود ان را تصحیح کرده در پانوشت این واژه توضیح داده که «در اصل وادل با دادن میزان» دانسته، وادی در لغت به معنی :سرزمین، جایگاه، مسیل، گشادی میان کوه‌ها و رودخانه می‌باشد.
حال در مسافرت به سرای عدل و انصاف که بی شک یکی از زیباترین اسامی در کشورمان به‌شمار می‌رود، در آغاز باید چشمانمان ببندیم و چند صد سال به عقب برگردیم.
```
اکنون صدای زنگ کاروان‌هایی می‌شنویم که از 
بندر سیراف
 یا بلوک گله دار با بارهای رنگارنگ حرکت کرده‌اند. تا فرسخ‌ها آن طرف تر آرام آرام به شهر گور و به ساکنان کاخ اردشیر یا شهر راز 
شیراز
 برسند. آنها می‌بایست از نرگس زارها و جیکه‌زارها و از میان رمه‌های آهوان دشت دارالمیزان عبور کنند و در جایی از رودخانهٔ خروشان از گدار یا گذاری کم عمق عبور کنند تا بی گدار به اب نزنند و از راه «کَلْ» بگذرند، تا در کاروانسرایی که هم‌اکنون در آن سوی راه کل، پشت کوه همچنان پایدار است و از دیدگان مردم و مورخان قایم شده است، استراحت کنند. حال با توجه به اهمیت راه‌های ارتباطی که از این منطقه می‌گذشته است، کتاب جنرال استاف کهنه‌کار میدان‌های نبرد را باز می‌کنیم. او در کتابی به نام ROUTES IN PERSIA.GENERAl STAFF یا راه‌های ایران درسال ۱۹۱۶ میلادی هنگامی که بریتانیا در 
جنگ جهانی اول
 قصد این کرد که پشت حریف قدر خود روس را به خاک بمالد و می‌بایست تجهیزات و نیروهای خود از جنوب به 
شمال ایران
 برساند، در این کتاب نظامی که به 
زبان انگلیسی
 نگاشته شده، دربارهٔ بررسی راه‌های ایران در صفحه ۱۶۲ این کتاب به دارالمیزان اشاره می‌کند.
```

اما در جایی نویسندهٔ فارس نامهٔ ناصری تألیف آقای حسن حسینی فسایی در زمینهٔ تاریخ و جغرافیای استان فارس به دستور ناصرالدین شاه در سالهای ۱۳۰۰تا ۱۳۱۱ه‍.ق) در صفحه ۱۷۴ازان به نام*دادالمیزان * یاد می‌کند.
چنانچه آورده است که:
*دادالمیزان*
«نام قریه ای است در بلوک اسیر و واقع در جنوب شیراز و در شش فر سنگی شمال غربی ده اسیر که مرکز بلوک، اسیر باشد .» و با توجه به اینکه در آن سوی کوه پازنان نزد اهالی مناطق همسایه مثل روستاهای کورده و دژگاه و همچنین در زبان محلی عشایری که به این منطقه کوچ می‌نمایند، بعضاً از واژهٔ *دادالمیزان‌* استفاده می‌شود. و جالب است که نزد مردمان بومی این منطقه این کلمه نامانوس است و از این واژه استفاده نمی‌کنند، لذا پیشنهاد می‌شود دهیاری محترم روستا یکی از کوچه‌های اصلی به نام *دادالمیزان* نام گذاری کند تا این نام نیک مانا باشد وبه بوتهٔ فراموشی سپرده نشود.
در فرهنگ نامه و زبان محلی:
در لغت نامهٔ دهخدا با استناد از کتاب فرهنگ جغرافیای ایران جلد هفت از این اسم به نام *دارالمیزان* نام می‌برد.
«دهی است از دهستان گله دار بخش کنگان شهرستان بوشهر. در هفتاد چهار هزارگزی جنوب خاوری کنگان، کنارراه عمومی پس رودک به بیرم …»
پس رودک همان ده دزگاه کنونی است که در قدیم به پس رودک معروف بوده است.
در زبان محلی و همسایگان:
از آنجایی که در زبان محلی مردم این منطقه و نزد اهالی مناطق همجوار جم و ریز از واژهٔ *دالمزان* استفاده می‌کنند و کلمهٔ *دارُالمیزان* به جز در مکاتبات رسمی و دولتی کاربردی ندارد.
در نزد همسایه‌های شرقی اهالی بلوک گله دار و اسیر و شهرهای مهر و لامرد به صورت‌های دامزو، دالمزو، دامزون، دارالمزون تلفظ می‌گردد.
تاریخ شفاهی چه می‌گوید؟
با توجه به تاریخ شفاهی هنگامی که گروهی مهاجر از جایی به این منطقه کوچ‌کرده‌اند و دنبال انتخاب محلی برای زیست خود بوده‌اند، چون داری (به معنی چوب مثل دار چین به معنی چوبی که از چین می‌آورند) بر زمین زدند و دار به صورت عمود آن طور که مطابق میل خود بود بر زمین ایستاد و اینجا برای سکونت برگزیدند. و براین بوم نام *دارالمیزان* مسما کرده‌اند.
نکتهٔ ششم: بعضاً از مخفف این اسم *دارمزان* استفاده می‌شود. و گاهی به صورت دارُالمیزان حرف ر با ضمه و گاهی حرف ر با فتحه به صورت دارَالمیزان شنیده می‌شود. و گاهی به صورت دادالمیزون یا دادالمزان گفته می‌شود.
آنچه مردم تلفظ می‌کنند:
حدود بیست تلفظ از این اسم مانند:
۱_دارُالمیزان ۲_دارَالمیزان ۳_دارُالمیزون ۴_دارَالمیزون ۵_دارُالمزان ۶_دارَالمزان ۷_دارُالمزون۸_دارَالمزون ۹_ دادَالمیزان ۱۰_دادُالمیزان۱۱_ دادَالمیزون ۱۱_دادُالمیزون ۱۲_دادَالمزان ۱۳_دادُالمزان۱۴_ دارمزان ۱۵_دالمزان ۱۶_دامزون ۱۷_ دالمزون ۱۸_دالمزو۱۹_دامزو ۲۰_ دالمیزون بیان می‌شود.
جستاری در اسناد و آثار:
پس از جستجو در آثار و اسناد قدیم به این نتیجه رسیده شد که دراسناد دست‌نویس اراضی و املاک منطقه دارالمیزان به کار برده شده است.
همچنین بررسی در آثار مکتوبی امثال سنگ نوشته‌های قدیم مربوط به قبور نیاکان از جمله آرامگاه زنده یاد سید موسی حسینی معروف سید موسی کوچک متوفی ۱۲۹۴ه‍.ش در قبرستان روستا از واژهٔ دارالمیزان استفاده شده است.
خاطره ای بسیار زیبا و ماندگار:
بخشی از خاطرات ملک منصور خان قشقایی در کتابی به همین نام ۱۲۸۷_۱۳۸۵در صفحه ۱۲۶ مرور می‌کنیم:
«کوچ به کوخک قلمدان
پس از ورود پدرم به ایل چند روزی در دولت‌آباد توقف کرده سپس از دولت‌آباد به طرف جنوب کوچ کردیم. حدود یک و نیم فرسخ راه طی شد تا در درون ماهور به جایی معروف به کوخک قلمدان رسیدیم که ملک فامیل مادرم، یعنی حسن خان، حمزه خان و سایرین بود که در ان قشلاق می‌کردند. حدود ده روز دران جا ماندیم و سپس به طرف جنوب کوچ‌کردیم و از گردنه دارالمیزان به جلگهٔ دارالمیزان سرازیر شدیم. بعد از عبور از رودخانه خَلَند (در گویش محلی به معنی خروشان است و رودخانه ای است که از علامرودشت سرچشمه گرفته و به مند می‌ریزد) در جنوب دارالمیزان یورد زمستانه ترتیب دادیم. پاییز داشت شروع می‌شد. بدین ترتیب این‌جا به عنوان یورد زمستانه انتخاب شد. تا پس از این همه کشمکش‌ها ی سخت افراد استراحت نمایند. علاوه براین دراین محل شکار فراوان بود و افراد به شکار می‌رفتند .»
در پایان مشتاقانه برای تکمیل این چند نکته در انتظار شنیدن رهنمودها و نظرات و اطلاعات شما عزیزان هستم.
//شکار پازنان (کوه پازنان) و اب کورو (چشمه)
خدا دانه به از کل جهانه//
منابع:
۱_لغت نامهٔ دهخدا
۲_فارسنامه ناصری
۳_فرهنگ جغرافیای ایران
۴_ ROUTES IN PERSIA.GENERAl STAFF
۵_کتاب خاطرات ملک منصور خان قشقایی
۶_نزهةالاخبار محمد جعفر خورموجی به تصحیح و اهتمام سید علی ال داود
گرد آورنده: سید مصطفی حسینی

## جمعیت
این روستا در دهستان دشت لاله قرار دارد و براساس سرشماری مرکز آمار ایران در سال ۱۳۸۵، جمعیت آن ۶۵۲ نفر (۱۳۴خانوار) بوده است.